# 马克特奥伯多夫
马克特奥伯多夫（德語：Marktoberdorf，發音：[maʁktˈʔoːbɐdɔʁf] ⓘ）是德国巴伐利亚州施瓦本行政区东阿尔高县的城市，也是东阿尔高县的县治，面积95.15平方千米，2023年12月31日人口为19,033人。